# 1781 na ciência

## Eventos
- Observação ou predição do elemento químico Tungsténio[1] e isolamento do elemento químico Molibdénio.[2]

## Nascimentos
| Data | Nome | Profissão | Nacionalidade | Observações | Ref |
| ---- | ---- | --------- | ------------- | ----------- | --- |

## Mortes
| Data | Nome | Profissão | Nacionalidade | Observações | Ref |
| ---- | ---- | --------- | ------------- | ----------- | --- |

## Prémios
Medalha Copley
- William Herschel[3]